# Râul Surducul Mare
Râul Surducul Mare este curs de apă afluent al râului Bâsca Mare. 

## Hărți
- Harta Turistică Covasna